# Moreno Guizzo
Moreno Guizzo (Desio, 3 gennaio 1959 – Giussano, 22 febbraio 2017) è stato un disc jockey italiano.

## Biografia
Nasce artisticamente con l'avvento della radiofonia privata italiana.
Nel 1976 dopo una collaborazione presso una piccola radio dell'hinterland milanese, Radio Groane Intersound, approda a Radio Milano International dove con altri pionieri dell'etere (Claudio Cecchetto, Leonardo Leopardo, Gerry Scotti, Gigio D'Ambrosio) si dedica molto attivamente alla nascita di una nuova professione per il panorama italiano: il disc jockey radiofonico.
Si ispira allo stile degli speaker americani e a Bob Stewart e Benny Brown su Radio Luxembourg.
Nel 1982 esce da Radio Milano International e collabora con Claudio Cecchetto agli esordi come editore con la sua Radio Deejay. 
Nel 1983 contribuisce alla creazione di Radio Capital che si presenta come la prima radio italiana dal formato di settore, dedicata completamente alla musica da ballare.
Nel 1986 ritorna a Radio Milano International 101 qui si ferma ancora per due anni prima di trasferirsi nel Principato di Monaco dove entra nell'organico storico delle Onde Medie di Radio Monte Carlo (con Awanagana, Robertino, Luisella Berrino) per condurre diverse trasmissioni a carattere musicale.
Negli anni novanta ha importanti collaborazioni con RTL 102.5, Top Italia Radio e Italia Network.
Dopo una pausa di qualche anno ritorna nel 2005 ospite di Lorenzo Suraci a RTL 102.5. Nel 2007 termina la collaborazione con l'emittente di Cologno Monzese.